# Francesco Pio Tamburrino
Francesco Pio Tamburrino (Oppido Lucano, 6 gennaio 1939) è un arcivescovo cattolico italiano, dall'11 ottobre 2014 arcivescovo emerito di Foggia-Bovino.

## Biografia
Nasce ad Oppido Lucano, in provincia di Potenza e arcidiocesi di Acerenza, il 6 gennaio 1939. Si trasferisce da piccolo con la famiglia a Cesano Maderno, in provincia di Monza e della Brianza.

### Formazione e ministero sacerdotale
All'età di undici anni entra nell'abbazia benedettina di Praglia, dove frequenta il ginnasio. Frequenta quindi il liceo a Parma e il biennio filosofico presso l'abbazia di Santa Maria di Finalpia.
L'11 ottobre 1955 emette la professione semplice come membro dell'ordine di San Benedetto. Il 29 agosto 1965 è ordinato presbitero dal vescovo Girolamo Bartolomeo Bortignon per lo stesso ordine.
Dopo l'ordinazione, dal 1966, è aggregato alla comunità San Giorgio di Venezia; qui collabora con l'allora patriarca Albino Luciani (poi papa Giovanni Paolo I).
Si laurea in teologia nel 1970 presso il Pontificio Ateneo Sant'Anselmo di Roma.
In seguito, nel 1973, si trasferisce nella diocesi di Susa per riaprire l'abbazia di Novalesa, dove è maestro dei novizi, bibliotecario ed economo; nel frattempo è membro del consiglio presbiterale e di quello pastorale, e delegato per i religiosi della diocesi. Nel 1987 è nominato delegato dell'abate superiore e in seguito superiore della comunità di Agrano, nella diocesi di Novara.
Nel 1981 è docente al Pontificio Ateneo Sant'Anselmo di Roma, coordinatore dell'istituto monastico e vicepriore del Collegio internazionale "Sant'Anselmo".
Il 29 novembre 1989 è eletto abate ordinario di Montevergine, il 20 gennaio 1990 papa Giovanni Paolo II conferma la sua nomina e il 6 febbraio successivo inizia il suo ministero nell'abbazia.
Dal 2 luglio 1994 è delegato pontificio per l'abbazia territoriale di Santa Maria di Grottaferrata.

### Ministero episcopale
Il 14 febbraio 1998 papa Giovanni Paolo II lo nomina vescovo di Teggiano-Policastro; succede a Bruno Schettino, precedentemente nominato arcivescovo di Capua. Il 25 marzo successivo riceve l'ordinazione episcopale, nella cattedrale di Santa Maria di Montevergine, dal cardinale Michele Giordano, arcivescovo metropolita di Napoli, co-consacranti Gerardo Pierro, arcivescovo metropolita di Salerno-Campagna-Acerno, e Serafino Sprovieri, arcivescovo metropolita di Benevento.
Il 27 aprile 1999 è nominato segretario della Congregazione per il culto divino e la disciplina dei sacramenti dallo stesso Giovanni Paolo II, che lo eleva alla dignità di arcivescovo; succede a Geraldo Majella Agnelo, precedentemente nominato arcivescovo metropolita di San Salvador di Bahia.
Il 2 agosto 2003 papa Giovanni II lo nomina arcivescovo metropolita di Foggia-Bovino; succede a Domenico Umberto D'Ambrosio, precedentemente nominato arcivescovo di Manfredonia-Vieste-San Giovanni Rotondo. Il 22 settembre riceve il pallio, nel Palazzo Pontificio di Castel Gandolfo, dal papa, mentre il 28 settembre prende possesso dell'arcidiocesi, nella cattedrale di Foggia.
È stato vicepresidente della Conferenza episcopale pugliese.
L'11 ottobre 2014 papa Francesco accoglie la sua rinuncia, presentata per raggiunti limiti di età, al governo pastorale dell'arcidiocesi di Foggia-Bovino; gli succede Vincenzo Pelvi, fino ad allora ordinario militare emerito per l'Italia. Rimane amministratore apostolico dell'arcidiocesi fino all'ingresso del successore, avvenuto il 13 dicembre seguente. Da arcivescovo emerito si ritira presso l'abbazia territoriale di Montevergine.

## Genealogia episcopale
La genealogia episcopale è:
- Cardinale Scipione Rebiba
- Cardinale Giulio Antonio Santori
- Cardinale Girolamo Bernerio, O.P.
- Arcivescovo Galeazzo Sanvitale
- Cardinale Ludovico Ludovisi
- Cardinale Luigi Caetani
- Cardinale Ulderico Carpegna
- Cardinale Paluzzo Paluzzi Altieri degli Albertoni
- Papa Benedetto XIII
- Papa Benedetto XIV
- Cardinale Enrico Enriquez
- Arcivescovo Manuel Quintano Bonifaz
- Cardinale Buenaventura Córdoba Espinosa de la Cerda
- Cardinale Giuseppe Maria Doria Pamphilj
- Papa Pio VIII
- Papa Pio IX
- Cardinale Alessandro Franchi
- Cardinale Giovanni Simeoni
- Cardinale Vincenzo Vannutelli
- Cardinale Giovanni Battista Nasalli Rocca di Corneliano
- Cardinale Marcello Mimmi
- Arcivescovo Giacomo Palombella
- Cardinale Michele Giordano
- Arcivescovo Francesco Pio Tamburrino, O.S.B.